# BitLocker Drive Encryption

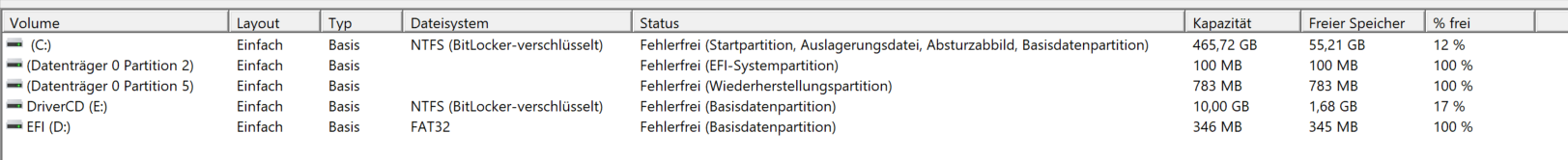
Chiffrement BitLocker des partitions dans la gestion des disques. À partir de Windows 11 24H2, les disques sont automatiquement cryptés avec BitLocker.

BitLocker Drive Encryption est une spécification de protection des données développée par Microsoft, et qui fournit le chiffrement de partition.
BitLocker est inclus dans les versions Entreprise et Intégrale de Windows Vista, dans toutes les éditions de Windows Server 2008 et Windows Server 2008 R2 sauf l'édition Itanium, dans les éditions Entreprise et Intégrale de Windows 7 et, enfin, dans les éditions Professionnelle et Entreprise de Windows 8, 8.1, 10 et Windows 11.

## Présentation générale
BitLocker fournit trois modes d'opération. Les deux premiers modes requièrent un composant matériel cryptographique appelé TPM (Trusted Platform Module) (version 1.2 ou supérieure) et un BIOS compatible :
- Transparent operation mode : Mode d'opération transparent ; l'utilisateur n'a pas à s'identifier lors de la phase de pré-boot (avant l'exécution du BIOS) ;
- User authentication mode : Ce mode requiert que l'utilisateur s'identifie (par exemple avec un périphérique USB).

Le troisième mode ne requiert pas de composant matériel TPM :
- USB-Key (clé USB) : cela nécessite que l'accès à un périphérique USB soit possible AVANT le chargement du système d'exploitation (c'est une contrainte sur le BIOS).

Pour que BitLocker fonctionne, il faut que le disque contienne au moins deux partitions formatées NTFS : 
- le volume système avec au moins 1,5 gigaoctet ;
- le volume de boot qui contient Vista, 7, 8(.1) Pro.

Depuis la version 1511 de Windows 10 bitLocker prend en charge les clés XTS-AES 128 bits et 256 bits.

## Autres logiciels de chiffrement de disques
- TrueCrypt (fonctionne sous Windows, Linux et Mac) mais n'est plus maintenu par ses auteurs depuis le 28 mai 2014.
- VeraCrypt (fork open source de TrueCrypt)
- Stormshield Endpoint Security (fonctionne sous Windows XP, Windows Vista, Windows 7 32/64 bits)
- PGP Whole Disk Encryption (Symantec)
- dm-crypt Intégré au noyau Linux et remplaçant Cryptoloop (en)